# Kano
Kano är den näst största staden i Nigeria och är huvudstad i delstaten Kano i norra delen av landet. Staden ligger vid floden Jakara. Den hade strax över 2 miljoner invånare vid folkräkningen 1991, och detta beräknas ha ökat till cirka 3,5 miljoner år 2006 vilket gör den till en av de tio folkrikaste städerna i Afrika.[källa behövs]

## Bebyggelse
Gamla staden i Kano omges av en 18 km lång och 10-15 meter hög mur, som troligen uppfördes på 1400-talet över en existerande struktur från 1100-talet. Muren har 14 portar. I gamla staden ligger bland annat stadens stora moské, byggd 1951, som är Nigerias största moské, och emirens palats Gidan Rumfa från 1400-talet.

## Historia
Man har upptäckt stenverktyg på platsen, vilket tyder på att det har funnits en förhistorisk boplats här.
Enligt traditionen grundades staden av smeden Kano från gayastammen, som kom till området i jakt på järn. Enligt hausa-historieverket Kanokrönikan grundades den däremot som en stadsstat år 999 av Bauguda, en ättling till den mytologiska Bayajidda. Han ska ha regerat till sin död år 1063. Den gjordes till huvudstad i Kanoriket under kung Gajemasus regim (1095–1134), men nämns först i skrivna källor 1145. Kano var ändpunkt för karavanhandeln genom Sahara, vilket bidrog till att staden var en av hausafolkets viktigaste.
Den lokala monarkin lever vidare, och tronen innehas för närvarande av emiren Aminu Ado Bayero (sedan 2020), som dock saknar maktbefogenheter. I början av 1800-talet införlivades Kano som en egen provins i Sokotokalifatet, som en följd av Fulanikriget. 1902 erövrades området av britterna och införlivades i den nya kolonin Northern Nigeria Protectorate, som 1914 slogs samman med Sydnigeria till Nigeria Protectorate.
Den 24 juli 2005 dog 56 människor i en busskrasch i staden.

## Befolkning
Den största etniska gruppen i Kano är hausa, och hausa är det största språket jämte engelska, här liksom i resten av delstaten. De flesta invånare är sunnimuslimer, men just i Kano med omnejd finns också ett av få större shiitiska samfund i Afrika. Cirka 10 % av befolkningen är kristna.

## Näringsliv
Kano är det viktigaste kommunikations-, kultur- och handelscentrumet i norra Nigeria. I staden finns bland annat livsmedels- och textilindustri, mekanisk industri samt stålvalsverk, och man har stor handel med jordnötter, skinn och hudar. Kano är säte för Bayero-universitetet (1977) och flera andra högre lärosäten. Det finns en internationell flygplats i staden.